# Troubles graves d'apprentissage
Pour les articles homonymes, voir TGA.
 (octobre 2009).
Si vous disposez d'ouvrages ou d'articles de référence ou si vous connaissez des sites web de qualité traitant du thème abordé ici, merci de compléter l'article en donnant les références utiles à sa vérifiabilité et en les liant à la section « Notes et références ».
 (octobre 2021).
Troubles graves d'apprentissage (TGA) est une section spéciale éducative au Québec, Canada. Elle est destinée à des élèves ayant de grandes difficultés scolaires, marqués parfois par des handicaps mentaux plus ou moins importants.
Le système éducatif québécois oriente les élèves catégorisés comme déficients vers cette section spécialisée, dans un but de réaliser des placements homogènes certifiés.

## Personnalités ayant fréquenté une section TGA
Roi Heenok a déclaré dans le DVD Les Mathématiques du Roi Heenok du collectif Kourtrajmé avoir été placé en TGA mais il en a été retiré par son frère au bout de trois jours à la suite des violences dont il avait été victime de la part d'autres élèves, qui essayaient notamment de lui « péter des doigts et tout ».